# Republic Aviation Company
Republic Aviation Company foi um fabricante de aviões norte-americano, fundado em 1931 por Alexander de Seversky como Seversky Aircraft Corporation. 

## Histórico
A Republic Aviation não conseguiu obter lucros sob a administração de seu fundador. Por esse motivo, Alexander foi obrigado a retirar-se e a empresa passou por uma reformulação, sendo mais tarde rebatizada para Republic Aviation Company.
Antes e durante a Segunda Guerra Mundial, a Republic Aviation Company foi responsável pela fabricação de importantes aviões, como o Republic P-47 Thunderbolt.

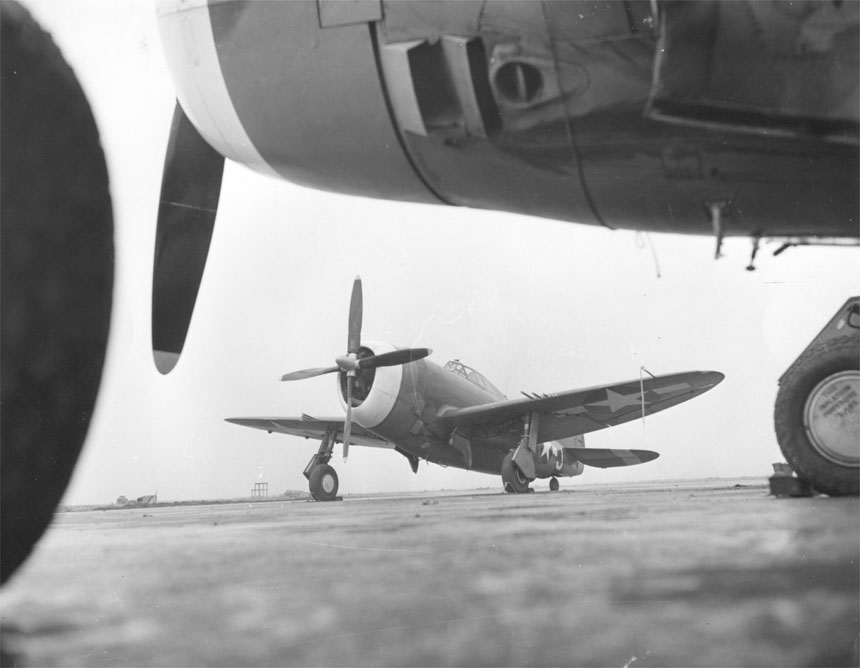
Um dos produtos de grande sucesso, o Republic P-47 Thunderbolt.

A empresa foi comprada pela Fairchild Hiller em 1965.

## Aviões
- Republic F-84 Thunderjet/Thunderstreak/Thunderflash
- Republic XF-91 Thunderceptor
- Republic F-105 Thunderchief
- Republic P-43 Lancer
- Republic P-44 Rocket
- Republic P-47 Thunderbolt
- Republic Seabee
- Republic XF-103
- Republic XP-69
- Republic XP-72
- Republic YF-96